# Ataenius brevis
Ataenius brevis är en skalbaggsart som beskrevs av Henry Clinton Fall 1930. Ataenius brevis ingår i släktet Ataenius och familjen Aphodiidae. Inga underarter finns listade.